# Women's Asia Pacific Championship 2006
El Women's Asia Pacific Championship de 2006 fue la primera edición del torneo femenino de rugby.
El campeón fue la selección de Samoa, que obtuvo el primer título de la competición.

## Equipos participantes
- Selección femenina de rugby de Fiyi
- Selección femenina de rugby de Samoa
- Selección femenina de rugby de Tonga

## Posiciones
| Pos. | Equipo | Encuentros | Encuentros | Encuentros | Encuentros | Tantos  | Tantos    | Tantos     | Puntos |
| Pos. | Equipo | jugados    | ganados    | empatados  | perdidos   | a favor | en contra | diferencia | Puntos |
| ---- | ------ | ---------- | ---------- | ---------- | ---------- | ------- | --------- | ---------- | ------ |
| 1    | Samoa  | 2          | 2          | 0          | 0          | 87      | 20        | + 67       | 4      |
| 2    | Fiyi   | 2          | 1          | 0          | 1          | 67      | 32        | + 35       | 2      |
| 3    | Tonga  | 2          | 0          | 0          | 2          | 10      | 112       | - 102      | 0      |

Nota: Se otorgan 2 puntos al equipo que gane un partido y 1 al que empate

## Resultados
| 14 de abril | Samoa | 27 - 15 | Fiyi | Teufaiva Park, Nuku'Alofa |  |

| 18 de abril | Tonga | 5 - 52 | Fiyi | Teufaiva Park, Nuku'Alofa |  |

| 22 de abril | Tonga | 5 - 60 | Samoa | Teufaiva Park, Nuku'Alofa |  |

| Bandera de Samoa |
| Campeón Samoa    |
| Primer título    |